# Zorgcentrum na Seksueel Geweld
Het Zorgcentrum na Seksueel Geweld, kortweg het ZSG, is een Belgisch instituut voor slachtoffers of getuigen van seksueel geweld. Het ZSG voorziet in medische zorg, psychische zorg en forensisch onderzoek. Daarnaast vindt er begeleiding plaats bij verdere opvolging en wordt er hulp en ondersteuning geboden aan steunfiguren. De locaties zijn verspreid over verschillende universitaire ziekenhuizen in België.

## Opzet
Het ZSG biedt slachtoffers van seksueel geweld direct multidisciplinaire hulp, ongeacht de aard van het misbruik. De locaties zijn dag en nacht geopend. Vanaf de opvang tot de opvolging en doorverwijzing wordt het slachtoffer op een holistische wijze benaderd. De begeleiding gebeurt door gespecialiseerde forensisch verpleegkundigen. Zij werken samen met spoedartsen, kinderartsen, gynaecologen, urologen, geriaters, psychiaters en gespecialiseerde psychologen.
Op een ZSG komen alle zorgpartners onder één dak samen, zo wordt er onder meer samengewerkt met gespecialiseerde inspecteurs van de politie en justitie, zodat slachtoffers op locatie een klacht (aangifte) kunnen indienen, maar dat is nadrukkelijk géén voorwaarde voor hulpverlening. Het idee is dat als slachtoffers goede, integrale hulpverlening ontvangen, zij een grotere kans maken op herstel, sneller herstellen en minder vaak opnieuw slachtoffer zullen worden. Het ZSG voorziet ook in informatiesessies waar steunfiguren, zoals partners, ouders, kinderen familieleden of vriend(inn)en van een slachtoffer, kunnen leren omgaan met de situatie waarin slachtoffers van seksueel geweld verkeren en de gevolgen die dat voor hen heeft.

## Afdelingen
Het ZSG kent 10 locaties te Antwerpen, Brussel, Charleroi, Gent, Genk, Roeselare, Leuven, Namen, Aarlen en Luik. De afdelingen zijn allen gevestigd in academische ziekenhuizen:
- Universitair Ziekenhuis Gent (geopend 23 oktober 2017)
- UMC Sint-Pieter in Brussel (geopend 1 november 2017)
- UMC Luik (geopend 1 november 2017)
- Universitair Ziekenhuis Antwerpen (geopend 10 november 2021)
- CHU Charleroi (geopend 15 november 2021)
- AZ Delta in Roeselare (geopend 8 maart 2022)
- Universitair Ziekenhuis Leuven (geopend 15 juni 2022)
- Ziekenhuis Oost-Limburg (geopend 27 februari 2023)
- CHRSM in Namen (geopend 24 april 2023)
- Vivalia in Aarlen (geopend 9 november 2023)

## Geschiedenis en ontwikkelingen
Mede als gevolg van het ratificeren van het Verdrag van Lissabon door België in 2016, is het ZSG opgericht door een samenwerking van de Federale Overheidsdienst Binnenlandse Zaken, de politie en het Instituut voor de gelijkheid van vrouwen en mannen op federaal niveau. Tezamen met de lancering van de integrale website (seksueelgeweld.be), ging het ZSG eind 2017 met fysieke locaties van start, als proefproject op 3 locaties. In november 2017 vonden de officiële openingen van de afdelingen plaats, in bijzijn van staatssecretaris voor Gelijke Kansen Zuhal Demir (N-VA), die daarbij onder meer verklaarde: "Slachtoffers van seksueel geweld moeten niet meer naar tien verschillende instanties gaan en tien keer opnieuw hun verhaal vertellen. Dat is niet meer van deze tijd." De nood aan dergelijke centra bleek hoog, al direct na het starten van het project wisten slachtoffers van seksueel geweld de centra goed te vinden.
In maart 2018, slechts een paar maanden na het van start gaan, bleek dat het aantal aangiften van seksueel geweld in Gent gestegen was, mede door de aangiften op de locaties van het ZSG. De Gentse korpschef Filip Rasschaert lichtte toe: "We zijn blij dat slachtoffers nu aangifte kunnen doen, in alle discretie en met de beste hulp." De stijgende lijn in aantal aangiften van seksueel geweld bleek door te zetten in heel België, toen eind 2018 een evaluatie van het project kon worden gehouden. Er bleek met name bij het partnergerelateerd geweld een stijging in aangiften te zijn, waarbij het ZSG een belangrijke drempelverlagende werking kreeg toegedicht. Staatssecretaris Demir meldde dat de nood hoog was, en dat de toevloed van het aantal slachtoffers de verwachtingen overtrof. Het project werd dan ook verlengd, met een meer permanent karakter. Demir benadrukte daarbij, dat ondanks dat het wenselijk is dat daders zo veel mogelijk vervolgd worden, slachtoffers altijd hulp krijgen, ongeacht of er klacht wordt ingediend.
Op 6 maart 2019, niet toevallig 2 dagen voor de Internationale Vrouwendag, maakte Brussels staatssecretaris voor Gelijke Kansen Bianca Debaets (CD&V) als onderdeel van een landelijke campagne tegen seksueel geweld, onder meer bekend dat uit een studie van de Universiteit Gent in opdracht het Brussels Hoofdstedelijk Gewest bleek, dat meer dan acht op de tien vrouwen in Brussel slachtoffer werden van seksuele intimidatie, en ongeveer een op zeven vrouwen ooit te maken kreeg met seksueel geweld. De dag erna kondigde minister van Gelijke Kansen Kris Peeters (CD&V) aan het ZSG te gaan voorzien in 3 extra centra en een ruime uitbreiding van het beschikbare budget. Sinds de start van het project in 2017 hadden zich 1.281 slachtoffers aangeboden. “Dat is veel meer dan verwacht,” zei Peeters daarover. Dit was dan ook directe aanleiding om het voortbestaan van het ZSG te borgen, en uit te breiden. Peeters kondigde verder aan, dat het openen van de drie nieuwe locaties in 2019 / 2020 voltrokken zou zijn. Ook vanuit Limburg kwamen er signalen over de noodzaak en wenselijkheid van een ZSG in de provincie.
In februari 2020 gaf federaal minister van Gelijke Kansen Nathalie Muylle (CD&V) aan dat ze het aantal zorgcentra wou uitbreiden tot (min of meer) een per provincie.

## Andere landen
- De Nederlandse evenknie is het Centrum Seksueel Geweld.[17]